# Рейхспрезидент

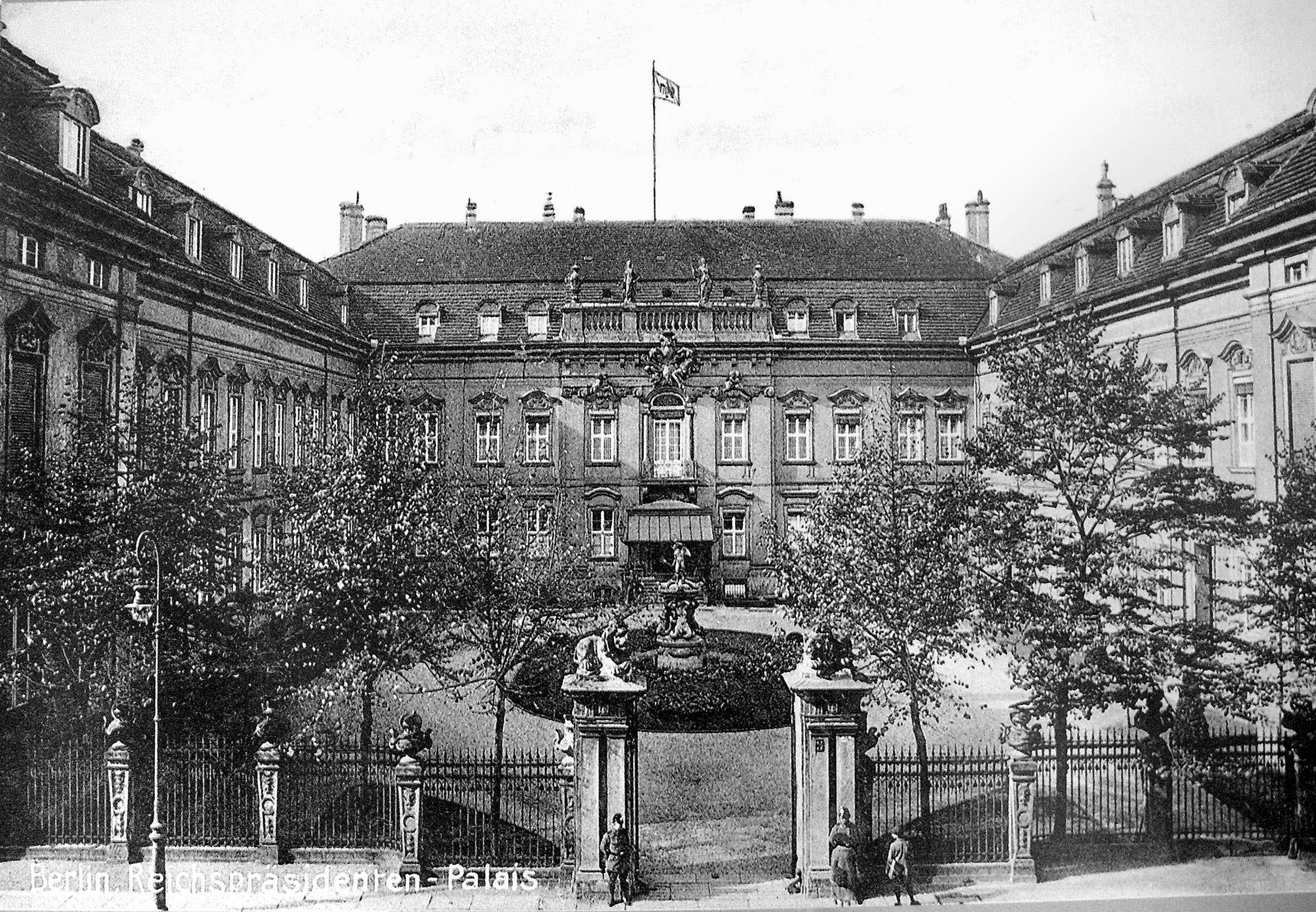
Дворец рейхспрезидента на берлинской Вильгельмштрассе

Рейхспрезиде́нт (нем. Reichspräsident) — должность главы Германии в период Веймарской республики и Нацистской Германии с 1919 по 1945 год (де-юре, в соответствии с Веймарской конституцией; де-факто по 1934 год и в апреле-мае 1945 года).  

## История
Выборность рейхспрезидента была введена Конституцией 1919 года. В 1934 году должность была объединена с должностью Рейхсканцлера (Фюрер), восстановлена 30 апреля 1945 года, упразднена 5 июня того же года.

## Полномочия
- представление Германского рейха как внутри него так и вовне;
- заключение договоров с иностранными государствами (Verträge mit auswärtigen Mächten);
- аккредитация иностранных дипломатических представителей;
- верховное командование вооружёнными силами;
- помилование;
- утверждение назначения чиновников;
- введение чрезвычайного положения (при утверждении рейхстагом).

## Избрание
Избирался сроком на 7 лет, мог переизбираться неограниченное количество раз.

### Назначение выборов
Выборы рейхспрезидента назначались рейхстагом.

### Избирательное право
Активное избирательное право — с 20 лет, пассивное — с 35 лет.

### Избирательные округа
Избирательными округами при выборах рейхспрезидента являлись избирательные округа при выборах в рейхстаг.

### Избирательные комитеты
Подсчёт голосов осуществляли избирательные комитеты для выборов в рейхстаг.

### Избирательный процесс
Выборы в два тура при свободном втором туре. Порог явки отсутствовал. Проверку действительности выборов рейхспрезидента осуществлял суд по проверке выборов (Wahlprüfungsgericht), формируемый рейхстагом.

## Присяга рейхспрезидента
«Я клянусь посвятить свои силы благу германского народа, способствовать его пользе, оберегать его от ущерба, соблюдать конституцию и законы рейха, добросовестно исполнять мои обязанности и поддерживать справедливость по отношению ко всем».

## Политическая ответственность
Рейхспрезидент не нёс ни перед кем политической ответственности. Все приказы (Anordnungen des Reichspräsidenten) и распоряжения (Verfügungen des Reichspräsidenten) рейхспрезидента были действительны только после их контрассигнации рейхсканцлером и ответственным рейхсминистром, при этом рейхспрезидент мог быть смещён народом по инициативе рейхстага, оформленного в виде постановления, принятого большинством в две трети голосов.

## Статус
Рейхспрезидент мог быть привлечён к уголовной ответственности только с разрешения рейхстага. Должность рейхспрезидента была не совместима с должностью депутата Рейхстага.

## Замещение
В случае болезни или смерти рейхспрезидента его обязанности должен был исполнять председатель Государственного суда

## Материально-техническое обеспечение
Материально-техническое обеспечение деятельности рейхспрезидента осуществляет Бюро рейхспрезидента (Büro des Reichspräsidenten).

## Резиденция
Резиденцией рейхспрезидента являлся Дворец рейхспрезидента на Вильгельмштрассе.

## Список рейхспрезидентов
СДПГ
 НСДАП
 Беспартийный
| # | Имя (Годы жизни) | Имя (Годы жизни)                                                  | Срок полномочий   | Срок полномочий                                    | Партия       |
| # | Имя (Годы жизни) | Имя (Годы жизни)                                                  | Начало полномочий | Конец полномочий                                   | Партия       |
| - | ---------------- | ----------------------------------------------------------------- | ----------------- | -------------------------------------------------- | ------------ |
| 1 |                  | Фридрих Эберт (1871—1925)                                         | 11 февраля 1919   | 28 февраля 1925 (Умер в должности)                 | СДПГ         |
| — |                  | Ганс Лютер (1879—1962)                                            | 28 февраля 1925   | 12 марта 1925                                      | Беспартийный |
| — |                  | Вальтер Симонс (1861—1937)                                        | 12 марта 1925     | 12 мая 1925                                        | Беспартийный |
| 2 |                  | Пауль фон Гинденбург (1847—1934)                                  | 12 мая 1925       | 2 августа 1934 (Умер в должности)                  | Беспартийный |
| * |                  | Адольф Гитлер (1889—1945) (фюрер и рейхсканцлер немецкого народа) | 2 августа 1934    | 30 апреля 1945 (Покончил жизнь самоубийством)      | НСДАП        |
| 3 |                  | Карл Дёниц (1891—1980)                                            | 30 апреля 1945    | 23 мая 1945 (Арестован Антигитлеровской коалицией) | НСДАП        |

## Штандарты

Штандарт рейхспрезидента (1919—1921, никогда не использовался)
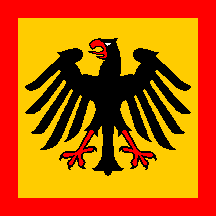
Штандарт рейхспрезидента (1921—1926)
Штандарт рейхспрезидента (1926—1933)
Штандарт рейхспрезидента (1933—1935)
Штандарт фюрера и рейхсканцлера (2 августа 1934 — 30 апреля 1945)
Штандарт гросс-адмирала, использовавшийся Карлом Дёницем (30 апреля 1945 — 23 мая 1945)